# 金哲 (北朝鮮の政治家)
金 哲（キム・チョル、1951年 - ）は、 朝鮮民主主義人民共和国の政治家である。 両江道人民委員会委員長、朝鮮労働党中央検査委員会委員、最高人民会議第12期代議員を歴任。

## 経歴
2007年1月、両江道人民委員会委員長に就任。2010年9月、朝鮮労働党中央検査委員会の委員に選出。

## 最高人民会議
2009年4月、最高人民会議第12期代議員に選出された。

## その他
2011年、金正日の死に際し、国家葬儀委員会の委員を務めた。